# Kanton La Gacilly
Der Kanton La Gacilly war bis 2015 ein französischer Kanton im Arrondissement Vannes, im Département Morbihan und in der Region Bretagne; sein Hauptort war La Gacilly.

## Gemeinden
Der Kanton La Gacilly umfasste neun Gemeinden:
| Gemeinde              | Bretonisch          | Einwohner (2022) | Fläche (km²) | Code postal | Code Insee |
| --------------------- | ------------------- | ---------------- | ------------ | ----------- | ---------- |
| Carentoir             | Karantoer           | 3.137            | 59.02        | 56910       | 56033      |
| Cournon               | Kornon              | 805              | 10.87        | 56200       | 56044      |
| Glénac                | Glenneg             | 886              | 13.70        | 56200       | 56064      |
| La Chapelle-Gaceline  | Ar Chapel-Wagelin   | 792              | 7.79         | 56200       | 56038      |
| La Gacilly            | Gazilieg            | 4.011            | 16.48        | 56200       | 56061      |
| Les Fougerêts         | Felgerieg-al-Lann   | 960              | 19.91        | 56200       | 56060      |
| Quelneuc              | Kelenneg            | 550              | 13.85        | 56910       | 56183      |
| Saint-Martin-sur-Oust | Sant-Varzhin-an-Oud | 1.305            | 28.24        | 56200       | 56229      |
| Tréal                 | Treal               | 679              | 19.28        | 56140       | 56253      |
| Kanton                | Gazilieg            | 10.857           | 189.14       | -           | 5608       |

## Bevölkerungsentwicklung
| 1962  | 1968  | 1975  | 1982  | 1990  | 1999  | 2006   | 2012   |
| ----- | ----- | ----- | ----- | ----- | ----- | ------ | ------ |
| 8.873 | 8.617 | 8.816 | 9.655 | 9.829 | 9.991 | 10.480 | 10.857 |